# NGC 570
NGC 570 (również PGC 5539 lub UGC 1061) – galaktyka spiralna z poprzeczką (SBa), znajdująca się w gwiazdozbiorze Wieloryba. Odkrył ją George Mary Searle 31 października 1867 roku.